# بسام الصرارفی
بسام الصرارفی (فرانسوی: Bassem Srarfi‎؛ زادهٔ ۲۵ ژوئن ۱۹۹۷) بازیکن فوتبال اهل تونس است.

## باشگاهی
از باشگاه‌هایی که در آن بازی کرده‌است می‌توان به باشگاه فوتبال آفریقایی و باشگاه فوتبال نیس اشاره کرد. 

## تیم ملی
وی همچنین در تیم ملی فوتبال تونس بازی کرده‌است.